# Acacia proiantha
Acacia proiantha é uma espécie de leguminosa do gênero Acacia, pertencente à família Fabaceae.